# Balthasar Ableithner
Balthasar Ableithner, nacido hacia 1614  en Loferer (Miesbach); y fallecido el 13 de abril de 1705 en Múnich, fue un escultor alemán y escultor de la corte del Elector de Baviera.

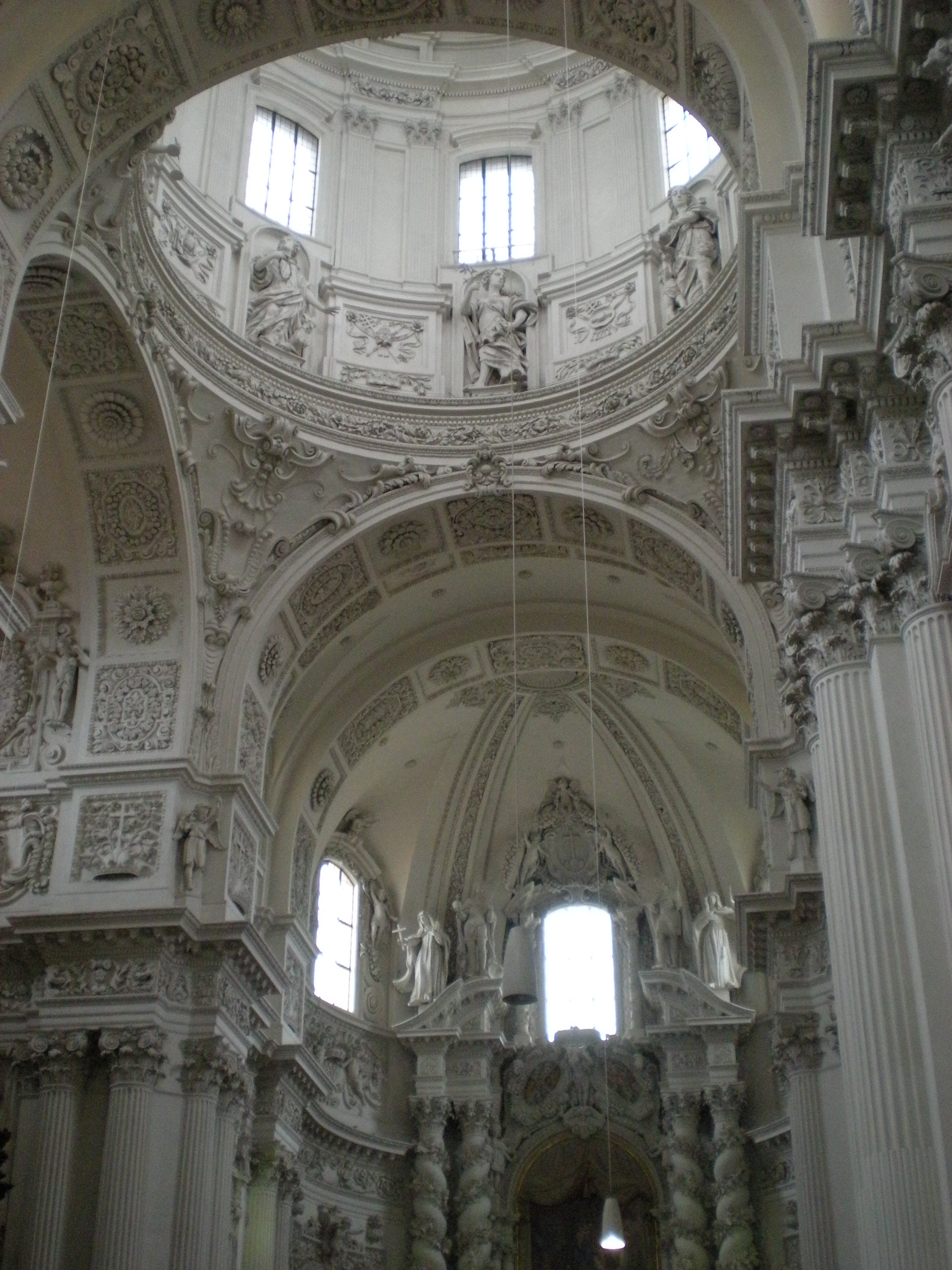
Coro de la Theatinerkirche de Múnich

## Datos biográficos
Hijo del carpintero de  Miesbach Hans Ableitner , del que aprendió, y posiblemente de Stephan Zwinck. Desde 1627 se encuentra en Múnich, adscrito como jornalero del escultor Christof Angermair . A principios de 1633 entra al servicio del duque Albrecht VI, escultor designado por el tribunal, y desde 1652 hasta 1653 en el mismo servicio para Fernando María Elector de Baviera. Ableithner recibió durante su estancia en Roma, 1635-1642, la influencia del arte Barroco italiano. Se le considera, junto con Andreas Faistenberger como un importante precursor de la técnica de Baviera en el proceso de diferenciación de los modelos italianos. Este bagaje fue trasmitido a los grandes artistas de Baviera del siglo XVII.Brüder Asam
Ableithner murió sin un centavo en Múnich. Sus dos hijos, Franz y Blasius siguieron sus pasos como escultor, siendo Blasius Ableithner también escultor de la corte  durante varios años. Franz Ableithner se casó con la hija del pintor de la corte Nikolaus Prugger, y por lo tanto pariente cercano de los hermanos Asam.

## Obras
Entre las mejores y más conocidas obras de Balthasar Ableithner se incluyen las siguientes:
- Techo dorado de la  Residencia de Múnich (destruidos)
- Altar mayor de la iglesia de San Martín de Landshut. Figuras monumentales de San Martinus y San Castulus (en alemán: Heiliger Kastulus), retiradas en el curso de 1858 y conservadas por la Sociedad Histórica de Landshut.
- Coro en la iglesia de los Teatinos en Múnich , con monumentales figuras de los evangelistas Marcos, Lucas y Juan.